# 张通儒
张通儒（？—761年），华州下邽人，唐朝安史之乱人物。张仁愿的孙子。

## 生平
安禄山将张通儒和平洌、李廷堅、李史魚、獨孤問俗引入幕府，以高尚典書記，嚴莊掌簿。755年，安禄山在范阳（今北京市）谋反，以高尚、嚴莊為謀主，孫孝哲、高邈、張通儒、通晤為腹心。何千年也勸安禄山派李歸仁、張通儒率兵二萬从雲中，取太原，團弩士萬五千入蒲關，以動關中，安禄山不听。
756年正月，安禄山稱雄武皇帝，國號燕，建元聖武，子安慶緒为晉王，安慶和为鄭王，達奚珣為左相，張通儒為右相，嚴莊為御史大夫。安祿山攻克长安，以張通儒為西京留守，田乾真為京兆尹，安守忠屯兵苑中。757年，安禄山之子安庆绪杀安禄山，自立为帝，以相州为成安府，改元天和。郭子仪率师讨伐，安守忠、李归仁、张通儒、田乾真等从长安逃跑。九月廿八日，唐朝大军进入西京。张通儒等收罗残兵退保陕郡，安庆绪调集了洛阳的全部兵力，命令严庄率领，与张通儒合兵，共有步、骑兵十五万，来阻挡官军。十月十五日，官军与回纥军前后夹击，叛军大败。严庄与张通儒等人放弃陕郡向东败逃到邺郡。安庆绪命張通儒为中書令秉政。758年，高尚与张通儒等人又因争权不和。大将蔡希德有才略，所率部队精锐，但性格刚正，直言不讳，张通儒就进谗言杀死了他，蔡希德部下数千人都离军而逃。
759年三月，史思明和安庆绪决裂，率军进犯邺南（今河南安阳）。张通儒、高尚等人对安庆绪说：“史王遠來，我们都应该去迎接感谢。”安庆绪派他们去。史思明见到张通儒、高尚等，痛哭流涕，重加礼赏，然后让他们回去。安庆绪来到后，史思明将他连同他的四个弟弟以及高尚、孙孝哲、平洌、崔乾祐等全部杀掉。张通儒、李庭望等人都被授以官职。史思明留子史朝清守幽州，派阿史那玉、向貢、張通儒、高如震、高久仁、王東武等輔佐。761年，史朝义杀死史思明，即帝位，他秘密派人到范阳，命令散骑常侍张通儒等人杀掉史朝清以及史朝清的母亲辛氏。叛军自相攻击，在城中打了几个月，張通儒战死。